# Slag bij Kay
De Slag bij Kay of Slag bij Paltzig was een veldslag op 23 juli 1759 gedurende de Zevenjarige oorlog. De slag vond plaats bij Kay (Kije) zo'n 6 kilometer ten westen van Sulechów in de Neumark in het huidige Polen.

## Wat voorafging
Graaf Leopold von Daun was in de zomer 1759 Silezië binnengetrokken met o.a. als doel verbinding te maken met het Russische leger. Graaf Pjotr Semjonowitsch Saltykow was in juni tot opperbevelhebber van de Russische troepen in de Zevenjarige oorlog benoemd.
Een Pruisisch korps onder leiding van Dohna slaagde er niet in de Russische opmars tot stand te brengen. Koning Frederik de Grote verving hierop de commandant door de jonge luitenant-generaal Carl Heinrich von Wedel. Frederiks bevelen, waarschijnlijk gebaseerd op een onderschatting van zijn Russische tegenstanders, lieten Wedel weinig andere mogelijkheden dan het tot een veldslag te laten komen.

## De veldslag
Wedel had 30 bataljons en 67 eskadrons ter beschikking, 27.000 man waarvan 9.300 ruiters. Over de artillerie bestaat minder zekerheid, maar deze nam aan Pruisische zijde weinig aan de strijd deel.
De opgave van de troepen die Saltykow ter beschikking had variëren sterk. Volgens Carl von Decker had Saltykov de beschikking over 72.800 man, waaronder 12.000 ruiters. Deze waren ingedeeld in 70 lijnbataljons, met 140 stukken licht geschut en 200 stukken zwaar geschut. Andere schrijvers houden het op 40.000–52.300 man.
Saltykow had de dag voor de slag een sterke positie op de rechteroever van de Oder gekozen, achter de Obra. Wedel had op zijn linkervleugel, op de Eichberg, een versterkte positie met wat zware artillerie opgesteld. Ze waren door een groot bos gescheiden, waardoor beide partijen zich niet van elkaars aanwezigheid bewust waren.
Op de dag van de slag braken de Russen vroeg op en trokken om de Pruisische linkervleugel heen, om zich met de Oostenrijkers onder Laudon te verenigen. Hierbij kwamen ze onder bereik van de Pruisische kanonnen op de Eichberg. Deze schoten alarmeerden Wedel, die naar het kamp terugkeerde.
Wedel zag dit als een kans om het Russische leger een slag toe te brengen, en gaf zijn korps opdracht aan te vallen terwijl deze in colonne marcheerde. Dit ondanks waarschuwingen van Generaal Wobersnow.
Tussen het Pruisische leger en het Russische leger bevond zich een beek, waarvan de oevers drassig en moerassig waren. De enige overtocht was over een weg die naar een smalle brug leidde.
Pruisische cavalerie verdreef om 3 uur 's middags de Kozakken die de brug in handen hadden. 5 bataljons infanterie volgden de cavalerie. De Pruisische cavalerie viel de Russische cavalerie tussen Paltzig en Kay aan en dreef ze terug. De Pruisische voorhoede volgde met een aanval op de grenadiers van Permskiy en Sibyrskiy. Deze aanval dreef de Russen in verwarring terug.
Hierna keerden echter de kansen. De Pruisen konden alleen over een smal gebied aanvallen, waar ze bovendien hun artillerie niet konden gebruiken. Ook de cavalerie had problemen.
Wedel viel de rest van de dag aan, maar kon de Russische muur niet doorbreken. Tegen het vallen van de avond trok hij terug.

## Gevolgen
Saltykov achtervolgde het Pruisische leger niet, maar trok naar Crossen om zich daar met de Oostenrijkers te verenigen.
Na de slag bleef koning Frederik de Grote weinig anders over dan de Russen tot een beslissende slag te dwingen voor ze zich met de Oostenrijkers konden verbinden. Hij leed echter bij Kunersdorf een zware nederlaag tegen het gecombineerde Oostenrijks - Russische leger.